# 香港黄檀
香港黄檀（学名：[Dalbergia millettii] 错误：{{Lang}}：文本有斜体标记（帮助）），为豆科黄檀属下的一个植物种。